# شريان مخيخي سفلي خلفي
شريان مخيخي سفلي خلفي (بالإنجليزية: Posterior inferior cerebellar artery)‏ هو شريان يتفرعُ من شريان فقري.

## مساره
ينتقل ظهريًا، جانبيًا إلى النخاع، أسفل جذور العصب القحفي التاسع والعاشر. ومن هناك، يتجه نحو الأسفل، ويصنع الحلقة (الذيلية) الأولى على مستوى متغير، ويصعد إلى السطح الخلفي للنخاع في التلم، ويفصل بين النخاع و اللوزتين
=